# Alex Coutts
Alex Coutts (* 25. September 1983 in Gorebridge) ist ein ehemaliger schottischer Straßenradrennfahrer.
Alex Coutts begann seine Karriere 2003 bei dem britischen Radsportteam Endurasport.com-Principia. Im nächsten Jahr wechselte er zu Flanders, wo er Dritter der nationalen Bergmeisterschaft wurde. In der Saison 2005 wurde er britischer Vizemeister im Straßenrennen der U23-Klasse. 2006 wechselte er zu DFL-Cyclingnews-Litespeed, 2007 zu Babes Only-Villapark Lingemeer-Flanders und 2008 zum taiwanesische Giant Asia Racing Team. In seinem ersten Jahr dort entschied er die Gesamtwertung der Tour of Thailand für sich. 2014 beendete er seine Radsportlaufbahn.

## Erfolge
2008
- Gesamtwertung Tour of Thailand

## Teams
- 2003 Endurasport.com-Principia
- 2004 Flanders-Afin.com
- 2005 Flanders
- 2006 DFL-Cyclingnews-Litespeed
- 2007 Babes Only-Villapark Lingemeer-Flanders
- 2008 Giant Asia Racing Team
- 2009 Heraklion-Nessebar
- 2010 Giant Asia Racing Team
- 2011 Giant Kenda Cycling Team (bis 31. Juli)
- 2012 RTS Racing Team
- 2014 RTS-Santic Racing Team (bis 25. Juni)